# لوسي كليفورد
لوسي كليفورد (بالإنجليزية: Lucy Clifford)‏ (2 أغسطس 1846، لندن في المملكة المتحدة - 21 أبريل 1929)؛ كاتِبة وروائية بريطانية.

## روابط خارجية
- لوسي كليفورد على موقع IMDb (الإنجليزية)
- لوسي كليفورد على موقع قاعدة بيانات برودواي على الإنترنت (الإنجليزية)